# Idiocera (Idiocera) shantungensis
Idiocera (Idiocera) shantungensis is een tweevleugelige uit de familie steltmuggen (Limoniidae). De soort komt voor in het Palearctisch gebied.